# Chang'e 6
Chang'e 6 (chineză: 嫦娥六号; pinyin: Cháng'é liùhào) este o misiune chineză de explorare lunară robotizată. Fiind cea de-a doua misiune de returnare de eșantioane a Chinei, aceasta va încerca să obțină un eșantion de sol și rocă de pe partea îndepărtată a Lunii, în timp ce va efectua experimente științifice pe suprafața lunară. La fel ca predecesorii săi din cadrul programului chinez de explorare lunară, nava spațială poartă numele zeiței chineze a Lunii, Chang'e. 
Misiunea a început la 3 mai 2024, când nava spațială a fost lansată din Hainan. Modulul de aterizare și roverul au aterizat pe partea îndepărtată a Lunii la 1 iunie 2024. Cupa robotică și burghiul modulului de aterizare au prelevat probe de pe suprafața lunară, iar modulul de ascensiune le-a transportat pe orbita lunară la 3 iunie 2024. Ascensorul s-a întâlnit cu orbitatorul pe orbita lunară la 6 iunie 2024 și a transferat probele într-un modul de reintrare atmosferică, care s-a întors apoi pe Pământ. Modulul de aterizare și roverul misiunii au efectuat, de asemenea, experimente științifice pe suprafața lunară.
Misiunea totală a durat aproximativ 53 de zile, încheindu-se la 25 iunie 2024, când capsula de întoarcere a reintrat în atmosferă cu probele, aterizând cu parașuta în Mongolia Interioară.

## Istoric
Programul chinezesc de explorare lunară este conceput pentru a se desfășura în patru faze de avansare tehnologică progresivă: Obiectivul primei faze este atingerea orbitei lunare, care a fost realizată de Chang'e 1 în 2007 și de Chang'e 2 în 2010. A doua fază urmărește să aterizeze și să se deplaseze pe Lună, lucru care a fost realizat de Chang'e 3 în 2013 și de Chang'e 4 în 2019. Cea de-a treia fază implică colectarea de mostre lunare și trimiterea lor pe Pământ, realizată pentru prima dată de Chang'e 5 în 2020 și planificată pentru misiunea Chang'e 6. Cea de-a patra fază constă în dezvoltarea unei stații de cercetare robotizate în apropierea polului sudic al Lunii. Programul urmărește să faciliteze aterizările lunare cu echipaj în anii 2030 și, eventual, să construiască un avanpost cu echipaj în apropierea polului sudic lunar.
Spre deosebire de misiunea Chang'e 5, care a returnat peste 1,73 kilograme de material din emisfera nordică a părții apropiate a Lunii, misiunea Chang'e 6 va încerca să aterizeze și să returneze material din emisfera sudică a părții îndepărtate a Lunii. Mai exact, segmentul de aterizare al misiunii Chang'e 6 va viza porțiunea sudică a craterului Apollo, care la rândul său se află în cadrul bazinului de impact South Pole-Aitkin (SPA), mai mare, de pe partea îndepărtată a Lunii. Se speră că eșantioanele colectate din zona țintă ar putea include material din mantaua lunară ejectat de impactul inițial care a creat bazinul SPA. Modulul de aterizare al misiunii va încerca să colecteze până la două kilograme de material din partea îndepărtată a Lunii, inclusiv sol și roci de suprafață (cu ajutorul unei lingurițe) și mostre de subsol (cu ajutorul unui burghiu).

## Arhitectura misiunii
Chang'e 6 a fost construită ca o copie a lui Chang'e 5. Se pare că misiunea va fi alcătuită din patru module: modulul de aterizare va colecta aproximativ 2 kg de mostre de la 2 metri sub suprafață și le va plasa într-un vehicul de ascensiune atașat pentru a fi lansat pe orbita lunară. Vehiculul de ascensiune va efectua apoi o întâlnire complet autonomă și robotizată și se va andoca cu un orbitator, unde probele vor fi transferate robotic într-o capsulă de returnare a probelor pentru a fi livrate pe Pământ. Masa estimată a lansării este de 8.200 kg – se estimează că modulul de aterizare va avea 3.200 kg, iar vehiculul de ascensiune aproximativ 700 kg.

## Încărcătură utilă științifică
În octombrie 2018, oficialii chinezi au anunțat că vor solicita partenerilor internaționali să propună o încărcătură utilă suplimentară de până la 10 kg pentru a fi inclusă în această misiune. În noiembrie 2022 s-a anunțat că misiunea va transporta încărcături utile de la patru parteneri internaționali:
- un instrument francez numit DORN (Detection of Outgassing Radon) pentru a studia transportul prafului lunar și al altor substanțe volatile între regolitul lunar și exosfera lunară, inclusiv ciclul apei.[24]
- un instrument italian numit INRRI (INstrument for landing-Roving laser Retroreflector Investigations), care constă într-un retroreflector laser pasiv care va fi utilizat pentru telemetria laser a modulului de aterizare, similar cu cele utilizate în misiunile Schiaparelli și InSight.
- instrumentul suedez NILS (Negative Ions on Lunar Surface), un instrument pentru detectarea și măsurarea ionilor negativi reflectați de suprafața lunară.[25]
- cubesat-ul pakistanez ICECUBE-Q, pentru a detecta urme de gheață pe suprafața lunară.

## Etapele misiunii

### Lansare
Sonda a fost lansată de o rachetă Long March 5 la ora 09:27 UTC, la 3 mai 2024, de la Centrul de lansare a sateliților Wenchang din insula Hainan. După lansare, Chang'e 6 a intrat pe o orbită de 12 ore în jurul Lunii la ora 02:12 UTC, la 8 mai 2024.

### Lander
La 1 iunie 2024, la ora 22:06 UTC, landerul Chang'e 6, cu sprijinul satelitului releu Queqiao-2, a coborât de pe orbita sa de 200 de kilometri altitudine. Acesta a utilizat sistemul autonom de evitare a obstacolelor, camera cu lumină vizibilă și scanerul 3D cu laser pentru a detecta și evita obstacolele lunare și terenul accidentat. La ora 22:23 UTC, a aterizat în zona preselectată a bazinului South Pole-Aitken de pe partea îndepărtată a Lunii. Motorul a fost oprit pentru apropierea finală și a fost folosit un sistem de amortizare pentru aterizarea în cădere liberă.

### Revenire
La 3 iunie 2024, la ora 23:38 UTC, Chang'e 6 (care transporta probele) a decolat de pe partea îndepărtată a Lunii și a intrat pe orbita circumlunară prestabilită. Aceasta a fost prima prelevare de probe și prima decolare din lume de pe partea îndepărtată a Lunii. La 6 iunie 2024, la ora 06:48 UTC, Chang'e 6 s-a întâlnit cu orbitatorul de pe orbita lunară. La 07:24 UTC, containerul cu probe lunare a fost transferat în siguranță.
Reintrarea pe Pământ a avut loc la 25 iunie 2024. Un modul de reintrare atmosferică de aproximativ 300 de kilograme s-a separat de modulul de serviciu care s-a întors de pe Lună. Această capsulă conținând aproximativ 2 kilograme de eșantioane a aterizat cu parașuta la ora 06:07 UTC în zona de aterizare prestabilită din Mongolia Interioară. Echipele de căutare care așteptau capsula au ajuns la ea în câteva minute cu ajutorul elicopterelor.
Eșantioanele vor fi studiate de oamenii de știință chinezi în colaborare cu experți internaționali. În cazul precedent al Chang'e 5 din 2020, accesul direct al partenerilor internaționali la probe a început la aproximativ trei ani după întoarcerea acestora.